# Вила-Морейра
Вила-Морейра (порт. Vila Moreira)  —  населённый пункт и район в Португалии,  входит в округ Сантарен. Является составной частью муниципалитета  Алканена. По старому административному делению входил в провинцию Рибатежу. Входит в экономико-статистический  субрегион Медиу-Тежу, который входит в Центральный регион. Население составляет 1013 человека на 2001 год. Занимает площадь 5,05 км².